# Stoned at the Nail Salon
"Stoned at the Nail Salon" é uma canção da cantora e compositora neozelandesa Lorde, lançada em 21 de julho de 2021 através da Universal Music Group da Nova Zelândia como segundo single de seu terceiro álbum de estúdio, Solar Power. A faixa foi escrita e produzida por Lorde e Jack Antonoff.

## Antecedentes e composição
A lista de canções do terceiro álbum de estúdio de Lorde, Solar Power, foi anunciada em 21 de junho de 2021, com "Stoned at the Nail Salon" como a quarta faixa. Lorde anunciou seu lançamento como o segundo single do álbum em 19 de julho de 2021 através de seu website, lançando-a em 21 de julho.
"Stoned at the Nail Salon" foi descrita como uma canção folk com um estilo acústico. Laura Snapes do The Guardian a descreveu como uma "canção folk prismática", onde Lorde canta sobre como "todas as garotas bonitas vão murchar como as rosas". A canção é composta na tonalidade de ré maior com um andamento de 60 batidas por minuto. O alcance vocal de Lorde varia entre D3 e B4. Ela conta com vocais de fundo de Phoebe Bridgers e Clairo, que já haviam participado do single anterior de Lorde, "Solar Power", bem como de Lawrence Arabia (nome artístico de James Milne) e Marlon Williams. Lorde descreveu "Stoned at the Nail Salon" em seu lançamento como "uma ruminação sobre envelhecer, estabelecer uma vida doméstica e questionar se você fez as escolhas certas."

## Recepção crítica

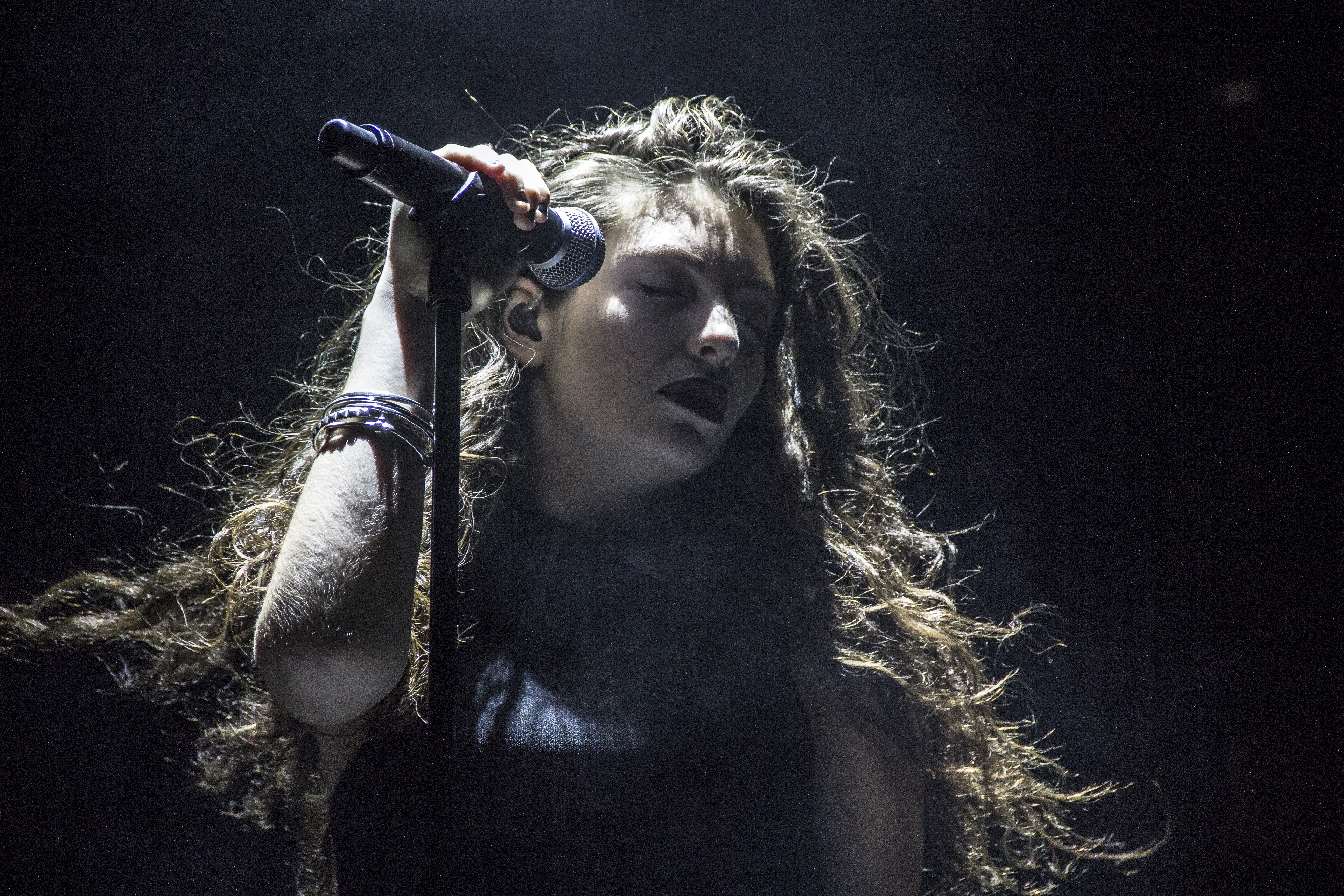
"Stoned at the Nail Salon" foi comparada por críticos aos primeiros trabalhos de Lorde (na imagem), notando a diferença entre a canção e seu single anterior, "Solar Power"

Escrevendo para a Rolling Stone, Althea Legaspi e Brittany Spanos consideraram a canção "uma reflexão melancólica sobre envelhecer", rotulando-a como "em oposição" ao single anterior de Lorde, "Solar Power". Stephen Ackroyd da Dork escreveu sobre "Stoned at the Nail Salon" como uma "faixa delicada e sutil." Em um artigo para a Billboard, Hannah Dailey conectou a canção aos trabalhos anteriores de Lorde, dizendo que ela "canaliza vários temas do trabalho anterior de Lorde", nomeando especificamente "Ribs" e "Liability". O escritor Justin Curto da Vulture também contrastou a canção com "Solar Power", escrevendo que "Stoned at the Nail Salon" é "mais parecida com a Lorde contemplativa que conhecemos de Melodrama e Pure Heroine do que a que conhecemos em 'Solar Power'."
Em uma análise para a Pitchfork, Quinn Moreland comparou a "produção discreta" da canção ao álbum Chemtrails over the Country Club de Lana Del Rey, dizendo que a canção é "seu mais cativante quando Lorde deixa suas ansiedades respirarem", mas concluindo por dizer que momentos como esse são poucos na canção, e que "Stoned at the Nail Salon" acaba por parecer "presa em uma bolha bonita e pedicurada." Al Newstead da Triple J descreveu a canção como uma "meditação sobre envelhecer", contrastando o que chamou do "sabor despreocupado e veranil" de "Solar Power" com a "faixa mais melancólica" de "Stoned at the Nail Salon", que ele comparou a "Liability".
Joseph Earp, em um artigo para a Junkee, descreveu "Stoned at the Nail Salon" como o outono para o "verão escaldante" de "Solar Power", afirmando que a canção "trabalha sua magia no plano de fundo," comparando-a a "uma névoa de fumaça de maconha". Na Flood, Margaret Farrell comentou que a canção é "uma balada graciosa sobre ficar chapado" onde Lorde canta sobre a passagem do tempo "sobre uma guitarra elétrica tenramente dedilhada."

## Apresentação ao vivo
Lorde apresentou a canção ao vivo pela primeira vez no programa Late Night with Seth Meyers em 21 de julho de 2021 com Jack Antonoff.

## Listagem de faixas
Streaming
1. "Stoned at the Nail Salon" – 4:26
2. "Solar Power" – 3:12

## Créditos
Créditos adaptados do Tidal.
- Lorde – composição,[a] vocais, produção
- Jack Antonoff – composição, produção, baixo, violão, guitarra elétrica, Mellotron, piano, mistura
- Phoebe Bridgers – vocais de fundo
- Clairo – vocais de fundo
- Lawrence Arabia – vocais de fundo[b]
- Marlon Williams – vocais de fundo
- Laura Sisk – mistura
- Chris Gehringer – masterização
- Will Quinnell – masterização

## Desempenho nas tabelas musicais
| Tabela (2021)                    | Melhor posição |
| -------------------------------- | -------------- |
| Nova Zelândia (RMNZ Hot Singles) | 8              |

## Histórico de lançamento
| Região | Data                | Formato(s)                 | Gravadora                   | Ref.   |
| ------ | ------------------- | -------------------------- | --------------------------- | ------ |
| Várias | 21 de julho de 2021 | Download digital streaming | Universal Music New Zealand | [ 22 ] |